# Эгмонт, Жан III
Жан III д'Эгмонт (фр. Jean III d'Egmont; нидерл. Jan III van Egmont; 3 апреля 1438, Хаттем — 21 августа 1516, Эгмонд) — 1-й граф Эгмонт, сеньор ван Пюрмеренд, Хогвуде, Артсвуде и фон Баер.
Сын графа Виллема ван Эгмонта и Вальбурги фон Мёрс.
В 1465 году совершил паломничество в Святую землю, где был принят в рыцари Гроба Господня.
В 1472/1473 был назначен Карлом Смелым фогтом Западной Фрисландии, в 1474 губернатором Арнема, в 1481 бургграфом Горинхема. В 1483 наследовал отцу, как сеньор Эгмонта.
Максимилиан I Габсбург в 1483 году сделал его стадхаудером Голландии. Отличился во всех войнах в Нидерландах своего времени; при подавлении очередного восстания лиги трески в 1490 году взял Дорт, Харлем и еще несколько мест, изгнал мятежников из Лейдена и одержал победу в сражении над войском предводителя восставших Франка ван Бредероде.
В 1491 на капитуле в Мехелене принят в рыцари ордена Золотого руна. В следующем году назначен хаутвестером (главным лесничим) Голландии.
В 1486 добился от Римского короля Максимилиана возведения сеньории Эгмонт в ранг графства, а также получил сеньории Пюрмеренд, Хоогвуде и Артсвуде.

## Семья
Жена (1484): Магдалена фон Верденберг (1464—1538), дочь графа Георга фон Верденберга и Катарины Баденской, кузина Максимилиана I
Дети:
- Гильом д'Эгмонт, ум в 20 лет, был холост
- Жан IV д'Эгмонт (ок. 1499—19.04.1528), граф Эгмонт. Жена (1516): Франсуаза де Люксембург-Фиенн (ум. 1557), дочь Жака II де Люксембурга, графа де Гавр, и Маргариты де Брюгге
- Георг д'Эгмонт (ок. 1504—26.11.1559), аббат Сент-Амана, епископ Утрехта
- Филипп д'Эгмонт (1509—1529), сеньор фон Баер. Умер в Италии, был холост
- Жоссина д'Эгмонт (31.10—30.11.1485)
- Вальбурга д'Эгмонт (1489—7.03.1529). Муж (29.10.1506): граф Вильгельм I фон Нассау-Дилленбург (1489—1559)
- Катарина д'Эгмонт (1491 — до 6.03.1544). Муж (23.10.1508): Франк ван Борсселен, сеньор ван Кортгене (ум. 1522)
- Анна д'Эгмонт (ок. 1493—30.10.1563), аббатиса в Лоосдуйнене
- Иоанна д'Эгмонт (06.1498—1541). Муж (17.11.1526): Георг Схенк ван Таутенбург (1480—1540)
- Жоссина д'Эгмонт. Муж (20.07.1511): барон Ян II ван Вассенар, бургграф Лейдена (1483—1523)

Бастард от Йосины ван Верверсхоф:
- Аллерт Грот ван Эгмонт (1483—1534). Жена: Герте Виггертсдохтер